# ماركوس أدكينز
ماركوس أدكينز (بالإنجليزية: Monty Adkins)‏ هو ملحن بريطاني، ولد في 29 مارس 1972.

## وصلات خارجية
- ماركوس أدكينز على موقع ميوزك برينز (الإنجليزية)
- ماركوس أدكينز على موقع ميوزك برينز (الإنجليزية)
- ماركوس أدكينز على موقع ديسكوغز (الإنجليزية)